# Luis Ángel Mendoza
Luis Ángel Mendoza Escamilla (Monterrey, 3 febbraio 1990) è un calciatore messicano, attaccante svincolato.

## Carriera
Ha giocato nella massima serie messicana.